# إنجيبورغ كورنر
إنجيبورغ كورنر (بالألمانية: Ingeborg Körner)‏ هي ممثلة ألمانية، ولدت في 27 يوليو 1929 في كيتمانشوب في ناميبيا.

## وصلات خارجية
- إنجيبورغ كورنر على موقع IMDb (الإنجليزية)
- إنجيبورغ كورنر على موقع ألو سيني (الفرنسية)
- إنجيبورغ كورنر على موقع قاعدة بيانات الفيلم (الإنجليزية)
- إنجيبورغ كورنر على موقع كينوبويسك (الروسية)